# Luci Genuci Aventinensis (cònsol 303 aC)
Luci Genuci Aventinensis (llatí: Lucius Genucius Aventinensis) va ser un magistrat romà. Formava part de la família dels Aventinensis, una branca de la gens Genúcia, d'origen patrici.
Va ser elegit cònsol de Roma l'any 303 aC amb Servi Corneli com a col·lega. Aquell any va ser un període de pau, ja que la segona guerra samnita s'havia acabat l'any anterior. Es van fundar les colònies de Sora i Alba, la primera en el país dels volscs i la darrera en el país dels eques. Va castigar la ciutat de Frusinates, després d'una investigació dels cònsols, amb la pèrdua d'un terç del territori per haver donat suport a la revolta dels hèrnics l'any anterior. Per mantenir l'engranatge es va enviar una expedició militar a l'Úmbria i en una cova on s'amagaven uns centenars de bandits que feien atacs per la regió, els romans i van entrar i van matar dotzenes d'ells (segons Titus Livi uns dos mil).